# Københavns Delebiler
Københavns Delebiler er en foreningsbaseret delebilordning. 
Københavns Delebiler oprettede i 2007 sammen med Århus Delebilklub drifts- og udviklingsselskabet Delebilfonden med det formål dels at udvikle et moderne reservationssystem, dels til at forestå en række daglige driftsopgaver.
Københavns Delebiler har pt. (2011) ca. 1000 medlemmer og råder over ca. 55 faste biler. Hertil kommer et variabelt antal biler, der lejes ind for en kortere periode i sommermånederne og i juleperioden. Sommeren 2010 rådede Københavns Delebiler således over 78 biler.

## Historie
Københavns Delebiler blev oprindeligt startet som Nørrebro-delebilen.

## Eksterne referencer
- Københavns Delebiler
- Københavns Delebiler Arkiveret 28. marts 2012 hos  Wayback Machine
- Delebilfonden Arkiveret 13. september 2011 hos  Wayback Machine
- Danske Delebiler